# サラセン人

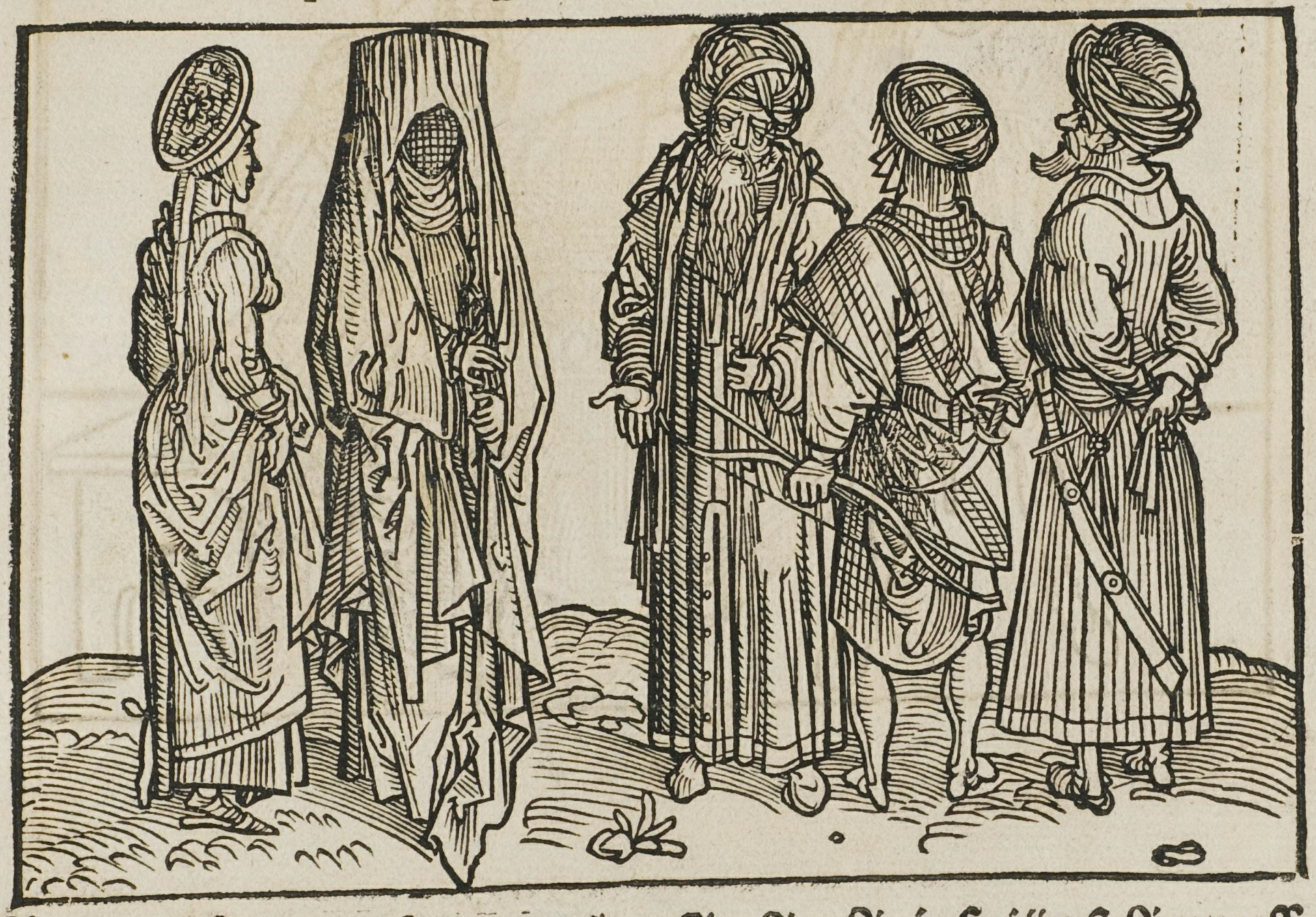
サラセン人

サラセン人（英: Saracen）とは、中世ヨーロッパ世界でイスラム教徒を指した言葉。

## 概要
アラビア半島北西部の遊牧アラブ人を指して使われたギリシア語のサラケーノイ（Sarakēnoi）、ラテン語のサラケニ（Saraceni）に由来する。古い例では2世紀に、プトレマイオスが『地理学』の中でこの語を用いている。"Sarakenoi"は、エウセビオスの『教会史』の中のデキウス帝によるキリスト教徒迫害に関する箇所で、「アラビアの山中で、蛮人'sarkenoi'に奴隷にされた」とアレクサンドリアのディオニシオスが記していると語られている。『ローマ皇帝群像』にもペスケンニウス・ニゲルが"Saraceni" に攻撃されたとの記述があり、古典作家は、これらの遊牧民を意味する語として使用したと考えられる。
7世紀にイスラム勢力が台頭すると、ヨーロッパ人はこの古典に登場する名をアラブ人に対して使うようになり、十字軍などで東西交流が活発になった中世以降にはもっぱらムスリム一般を指す呼称となった。なお、ムスリム側は西欧人を総称してフランク人と呼んだ。

## 日本における呼称の利用
日本においてすらヨーロッパ中心史観的な立場で歴史記述がなされてきた影響で、初期のムハンマド自身や彼の後継者であるカリフ達に指導されたイスラム共同体（ウンマ）政権は、中世以来ヨーロッパ人が用いてきたこの呼称に倣って、サラセン帝国と呼ばれていた。
しかし、近年ではヨーロッパを中心に歴史を解釈する姿勢が好まれなくなり、実情に沿ったものとして提案されたイスラム帝国と称されるのが通例である。現代の日本では、サラセン人、サラセン帝国といった語彙が、歴史学史的な文脈以外で、アラブ人やイスラム教徒に対して使われることは稀である。

## その他
ちなみに、イタリア車のアルファロメオのエンブレムには人を呑み込む大蛇の図柄が描かれているが、大蛇はミラノ公・ヴィスコンティ家（十字軍）を、大蛇に飲み込まれている人は聖地を冒涜（侵略）したサラセン人を表しており、「十字軍がサラセン人を退治していることを表している」とも言われている。